# Халлыев, Мухамед-Мурат Аннадурдыевич
Мухамед-Мурат (Мухамметмурат) Аннадурдыевич Халлыев (10 мая 1952, Туркменская ССР — 4 мая 2024) — советский самбист и борец вольного стиля, бронзовый призёр розыгрыша Кубка СССР по самбо, чемпион и призёр чемпионатов СССР по самбо, чемпион мира по самбо, мастер спорта СССР по вольной борьбе, мастер спорта СССР международного класса по самбо, тренер.
Ещё учась в 10-м классе завоевал титул чемпиона Туркменской ССР по национальной борьбе на поясах «гореш». Живёт в Волгограде. Работает тренером спортшколы олимпийского резерва № 16 Волгограда. Его сын Рустам является мастером спорта России по самбо и работает тренером.
Умер 4 мая 2024 года в возрасте 71 года после почти месячной борьбы с последствиями инсульта.

## Выступления на всесоюзных соревнованиях
- Борьба самбо на летней Спартакиаде народов СССР 1979 года — ;
- Кубок СССР по самбо 1980 года — ;
- Чемпионат СССР по самбо 1980 года — ;
- Чемпионат СССР по самбо 1984 года — ;